# Tilden (Texas)
Tilden è un census-designated place (CDP) della contea di McMullen (della quale è capoluogo), Texas, Stati Uniti. La popolazione era di 261 abitanti al censimento del 2010. Tilden si trova all'incrocio tra le autostrade statali 16 e 72 nella parte centro-settentrionale della contea. Si trova a circa un'ora a sud di San Antonio.

## Geografia fisica
Secondo l'Ufficio del censimento degli Stati Uniti, ha una superficie totale di 0,35 mi² (0,91 km²).

## Società

### Evoluzione demografica
Secondo il censimento del 2010, la popolazione era di 261 abitanti.

### Etnie e minoranze straniere
Secondo il censimento del 2010, la composizione etnica del CDP era formata dall'88,9% di bianchi, il 3,1% di afroamericani, lo 0,0% di nativi americani, lo 0,0% di asiatici, lo 0,0% di oceanici, il 6,9% di altre razze, e l'1,1% di due o più razze. Ispanici o latinos di qualunque razza erano il 47,9% della popolazione.